# Petjenga (by)
Petjenga (russisk: Пече́нга; tr. Petjénga; finsk: Petsamo; nordsamisk: Beahcán; skoltesamisk: Peäccam) er en mindre bymæssig bebyggelse i Petjengskij rajon i Murmansk oblast i Rusland med 2.021(2023) indbyggere. Bebyggelsen ligger ved udløbet af Petjengaelven i Petsamofjorden.

## Historie
Petjenga blev en del af Rusland i 1533. Befolkningen i området på den tid var skoltesamer. Ved freden i Tartu i 1920 blev Petjenga overdraget til Finland og blev derefter kaldt Petsamo. Området blev efter 2. verdenskrig en del af Sovjetunionen.
Bebyggelsen blev grundlagt i 1533 som Petjengskijklosteret af munken Trifon fra Novgorod, på stedet hvor elven Petjenga løber ud i Barentshavet, 135 km vest for nutidens Murmansk. Inspireret af eksemplet fra Solovki ønskede Trifon at omvende de lokale skoltesamer til kristendommen og at vise, hvordan troen kunne blomstre i de mest ugæstmilde land. I 1572 havde Petjengskijklosteret omkring 50 munke og 200 lægbrødre. Seks år efter St. Trifons død i 1583 blev træklosteret plyndret og brændt ned af svenskerne. Det siges, at 51 munke og 65 lægbrødre omkom under angrebet, som endte historien om Trifons kloster i Petjenga.